# モータードライブ (望遠鏡)
モータードライブとは、赤道儀式架台の赤経軸に取り付けて星の日周運動をモーター駆動により追尾する天体望遠鏡のアクセサリー。

## 歴史
星は日周運動で動いており、放置すれば、観望する場合には視野から外れてしまうし、天体写真撮影の場合は星が点でなく線として写ってしまう。これを防ぐためには、何らかの方法で追尾する必要がある。簡単な方法としては赤経微動ハンドルを回して追尾する方法があるが、しかしずっと微動ハンドルを少しずつ回し続けなければならず、特に撮影の場合には結果が左右されるし、観望でも専念できない。このため自動で追尾する手法が考えられた。
電化される以前には、錘が重力で下がる力を調速機で減速かつ等速化する運転時計が使われていた。しかしこの装置は大型で天文台に備え付けるような大型望遠鏡にしか装備できなかった。

### モーター化
1970年代、小型望遠鏡用にモータードライブ装置が販売されるようになった。モータは当初サーボモータやシンクロナスモーターが使用されたが次第に水晶発振によるステッピングモーターが主流となり、自動ガイドが一般的になった。

### 自動導入装置へ
1984年4月にビクセンが赤経軸だけでなく赤緯軸にもモーターを取り付けて二軸をコンピュータで制御し天体を自動導入し自動追尾する「スカイセンサー」を発売し、以降赤道儀は二軸ともモーターを内蔵するのが当然のようになりつつある。

## 使用モータ
- シンクロナスモーター - 家庭用AC100Vを使用する[1]。50Hz/60Hzの周波数に同期するので、精度は商用電源の精度で決まる[1]。野外では使いにくい[1]。精度は、トータルでは良好だが、短時間で見るとばらつく[1]。回転数の可変範囲も-60%から+120%と狭い[1]。
- DCモーター - 比較的トルクが高く、高速である[1]。低速域で不安定になりがちである[1]。負荷変動に対して弱く、かつてはタコジェネレーターをつけて使われたが、タコジェネレーターには回転ムラを検知する時間が長く赤道儀式架台の追尾用として適さないものもある[1]。タコジェネレーターより検出機能が高いエンコーダ、フィードバックの電子回路に水晶発振子を使い精度を向上させたサーボ方式もつくられる[1]。
- ステッピングモーター - モーター自体の回転精度は非常に高く、大気差やギア精度などの方がはるかに大きいので問題にならない[1]。駆動回路の工夫で電池による駆動が可能で、速度も恒星時の数百倍まで取れる[1]。増減速スイッチへの反応が早い[1]。これらの多くの利点から、市販望遠鏡の多くがこのモーターを使っている[1]。